# HITN
HITN (acrónimo en inglés: Hispanic Information and Telecommunications Network, en español: Red Hispana de Información y Telecomunicaciones, estilizado como HITn) es un canal de televisión por suscripción estadounidense de habla hispana. Ofrece programación educativa a más de 44 millones de hogares en todo el país y llega a más del 40% de los hogares estadounidenses.
La misión de HITN es ofrecer al público hispano de los Estados Unidos en contenido relevante, variado y de alta calidad que eduque y entretenga.
En 2017, la red HITN fue nominada a tres premios Emmy en las categorías de arte, comunidad y servicio público.

## Historia
La señal fue establecida en 1981, es una rama de HITN y ofrece programación educativa en español no comercial en los Estados Unidos. HITN-TV es una empresa líder de medios en español que ofrece programación educativa y cultural para toda la familia.
Sus producciones originales más recientes incluyen Estudio DC con Gerson Borrero, Voces, Puerto Rico Contigo, En Foco con Neida Sandoval, Mundo CNET y Mundo Salvaje con Ron Magill.
En 2018, HITN se asoció con la oficina del Fiscal de Distrito de Brooklyn para crear y lanzar un nuevo programa contra el acoso cibernético.